# Giant Records
Giant Records es una compañía discográfica fundada en 1990 entre Warner Bros. Records y el ejecutivo Irving Azoff.
En 1990 Giant se convirtió en subsidiaria de Warner Music Group. Su primer lanzamiento, a comienzos de 1991, fue el disco tributo "Voices That Care". Ese mismo año, "Hold You Tight" de Tara Kemp fue publicado e ingresó en el top 5 de las listas de éxitos. Meses después, Giant Records lanzó la banda sonora de la película New Jack City, vendiendo 16 millones de copias en todo el mundo. La disquera empezó a ganar trascendencia y contrató artistas y bandas de renombre como MC Hammer, Jade, Lord Finesse, Jeremy Jordan, Steely Dan, Warren Zevon, Oingo Boingo, Chicago, Deep Purple, Morbid Angel, Brian Wilson, Air Supply y Kenny Rogers.
En 2001 Warner Music Group finalizó su relación comercial con Giant Records, la cual fue absorbida por Warner Bros. Records.

## Lista seleccionada de artistas producidos
| - Deborah Allen - Air Supply - Bangalore Choir - Carlene Carter - Manu Dibango - Chicago - Deep Purple - Disturbed | - Tara Kemp - MC Hammer - Morbid Angel - Kenny Wayne Shepherd - Steely Dan - Clay Walker - Don Williams - Brian Wilson |